# Diplarrena latifolia
Diplarrena latifolia är en irisväxtart som beskrevs av George Bentham. Diplarrena latifolia ingår i släktet Diplarrena och familjen irisväxter. Inga underarter finns listade i Catalogue of Life.

## Bildgalleri

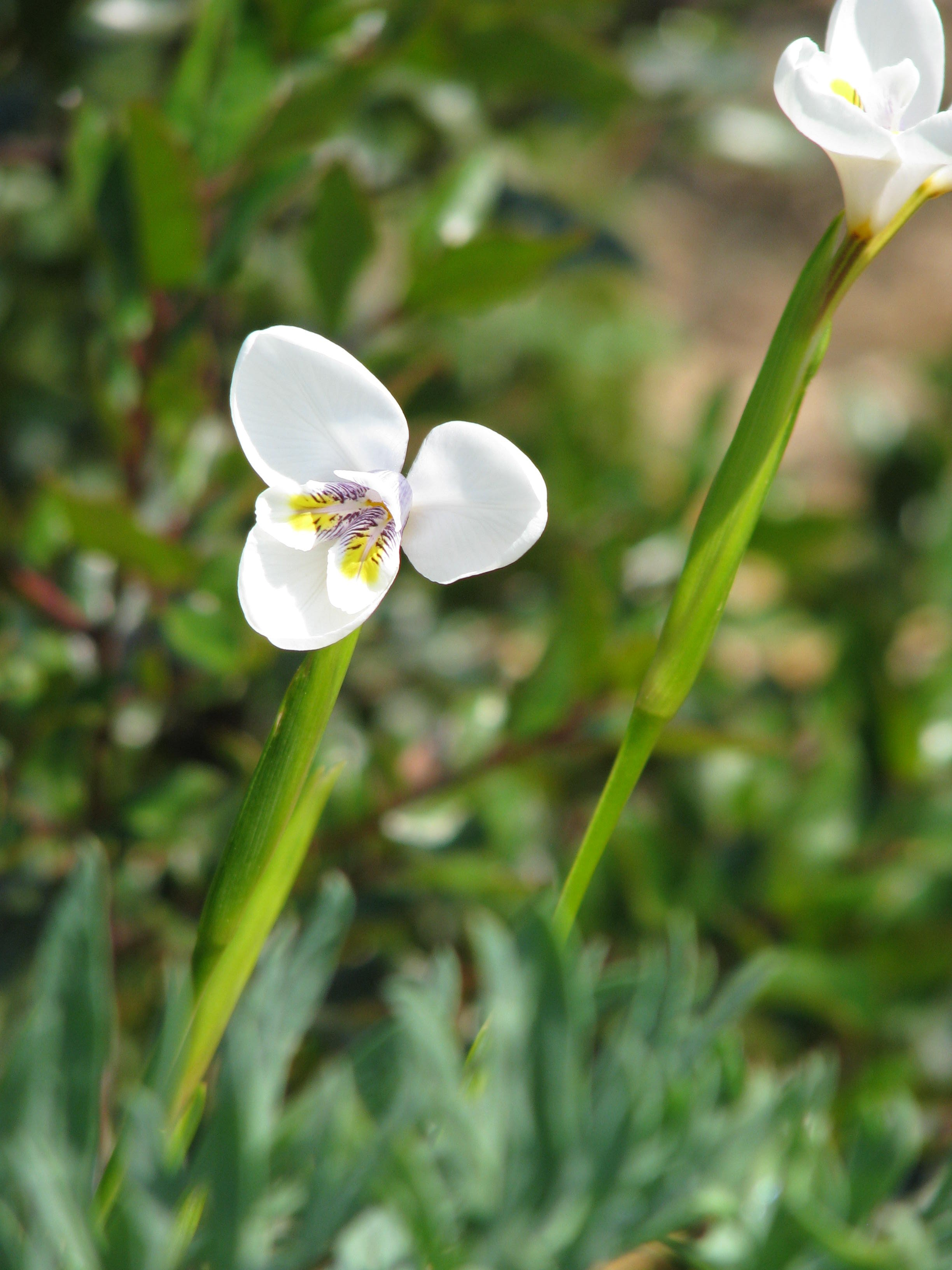